# Erik Anundsson
Erik Anundsson, Eric Eymundsson (norreno: Eiríkr Önundrsson) (Gamla Uppsala, ... – 882 circa), è stato un re semi-leggendario svedese.

## Storia
Secondo la saga di Hervör era figlio Anund Uppsale e regnò sulla Svezia ai tempi di Harald Bellachioma.
Suo figlio fu Björn III di Svezia:
(saga di Hervör, cap. 16)
L'Erik contemporaneo di Harald Bellachioma è chiamato Eymundsson da Snorri Sturluson, ma poiché il nome del precedente re Anund è confermato da altre fonti (Rimberto e Adamo di Brema), Anundsson è probabilmente il patronimico più verosimile.
Il Nordisk familjebok identifica Erik con il leggendario re svedese Erik Väderhatt (Erik Cappello di Vento).
Il Landnámabók ci informa che Erik e suo figlio Björn regnarono in contemporanea a Papa Adriano II e Papa Giovanni VIII, quindi nel periodo 867-883.
La Saga di Sant'Olaf, nella versione contenuta nella Heimskringla di Snorri Sturluson, riporta:
(Saga Separata di Sant'Olaf, parte III, il discorso di Þorgnýr)
Nella Saga di Harald Bellachioma, parte dell'Heimskringla, riporta che Erik voleva estendere i suoi domini ad occidente per fare il regno di Svezia largo quanto quello dei suoi avi Sigurd Ring e Ragnar Lodbrok. Con tale prospettiva, nel corso degli anni conquistò il Värmland, il Västergötland e tutte le terre a sud del Svinesund e reclamò le coste del Viken come sue, piazzando Hrane Gautske (Hrane il Geato) come jarl delle terre tra il Svinesund e il Göta älv.